# 白鹳
白鹳（学名：Ciconia ciconia）又名红嘴白鹳、欧洲白鹳或西方白鹳，是鹳科鹳属的一种大型涉禽，主要生活在中欧和南欧、非洲西北部和亚洲西南部。白鹳是候鸟，冬季迁徙到非洲和印度热带地区和，可以一直达到南非的南部。

## 特征
白鹳为大型鸟类，体长100-125厘米，翼展155-215厘米，体重2.3-4.5千克。除了翅膀外，全身羽毛均为白色，喙部和腿部为红色，幼鸟则为黑色。一般在地面上缓慢而稳重地行走。飞行时将脖子伸展。

## 分类学
已知共有两个亚种：
- 指名亚种 Ciconia ciconia ciconia Linnaeus, 1758.
- 中亚亚种 Ciconia ciconia asiatica Severtsov, 1873.

东方白鹳（Ciconia boyciana）过去也被认为是白鹳的一个亚种，现在独立为一种。

## 文化
白鹳是立陶宛和白俄罗斯的国鸟，还是2000年德国汉诺威世博会波兰馆的吉祥物。
如果不受人为干扰，白鹳几乎对人类没有恐惧感。在欧洲，它们经常在人家的屋檐上筑巢。波兰人、立陶宛人和乌克兰人认为，白鹳的筑巢能为家庭带来和谐的气氛。
中世紀日耳曼北部流傳，人類未出生的靈魂會棲息於水泉、池塘、沼澤等水域，歐洲白鸛將這些幼兒靈魂帶回來，送給期待嬰兒出生的父母。因傳說與歐洲白鸛的生態習性相當吻合，所以北歐人認為嬰兒是由歐洲白鸛送給人類的。另外，十九世紀中葉的安徒生童話在故事「鸛鳥」中，也描述未出生的孩子躺在水池旁做夢，等待鸛鳥飛來，送他們去父母親的家。
白鹳也是邮票上的流行图案，世界范围内至少有120多种关于白鹳的邮票。
白鹳，喜在樹頂或高台上築巢，一次產卵約4-5枚，會將新生雛鳥中體型瘦弱者(但也常有例外)，予以淘汰，或啄死，或叼趕出巢外，任其墜落地面。

## 图集

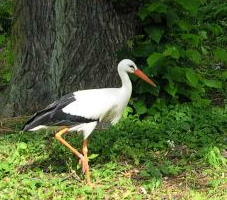
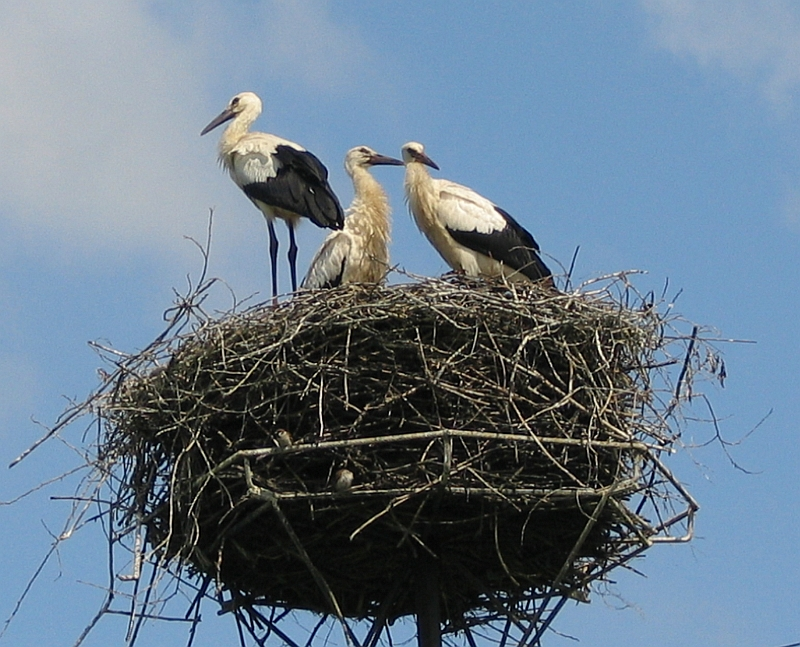
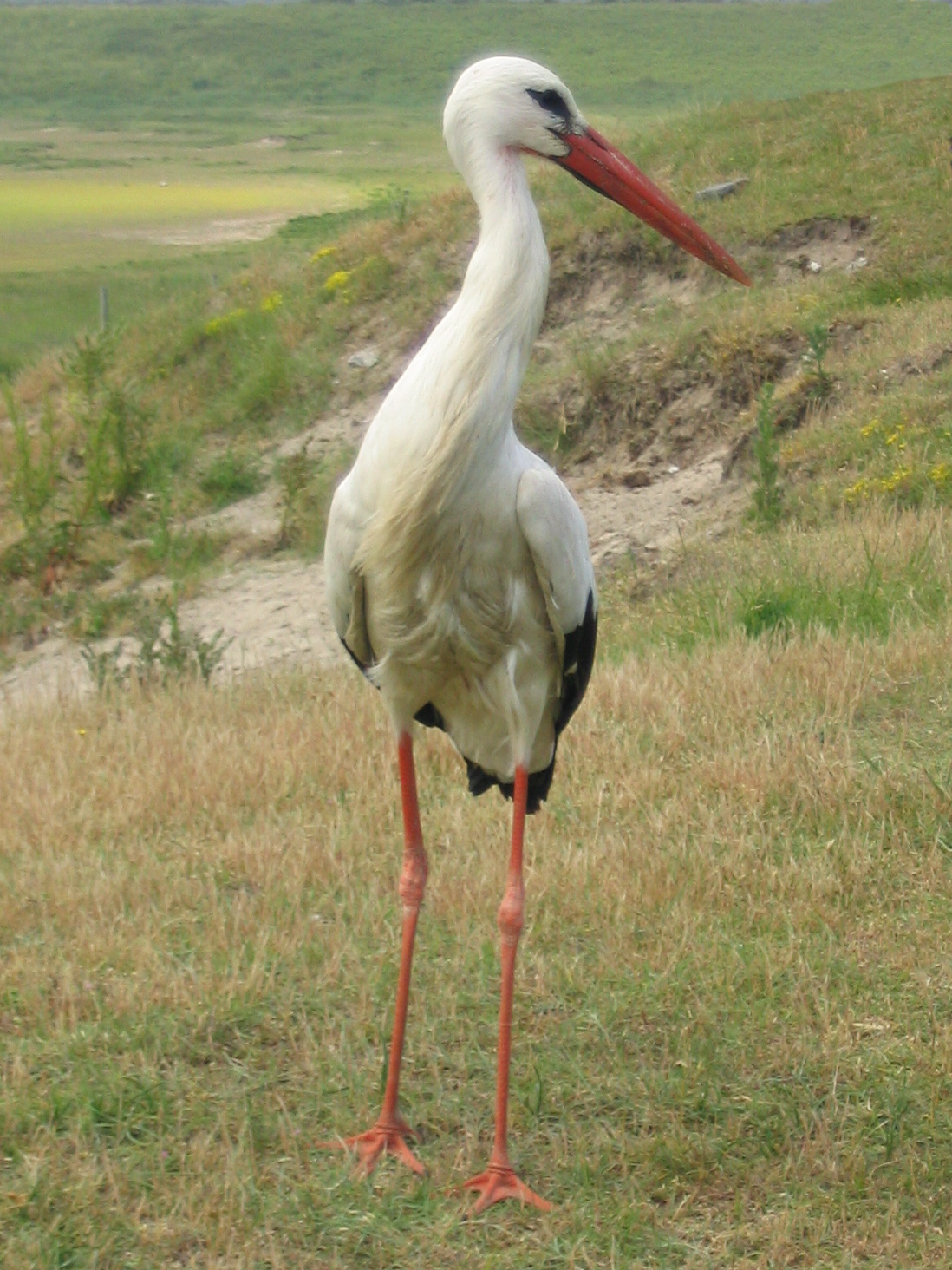
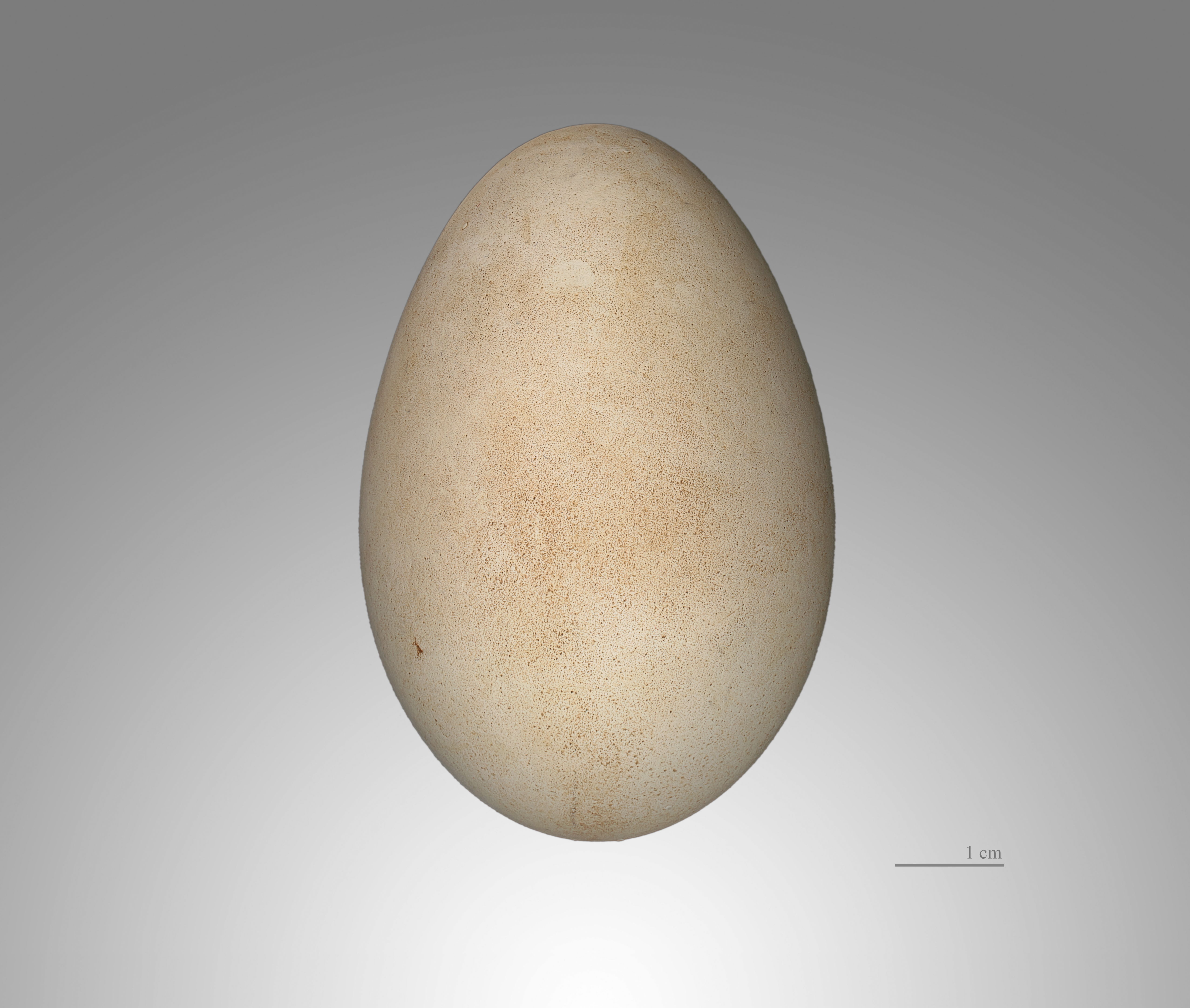
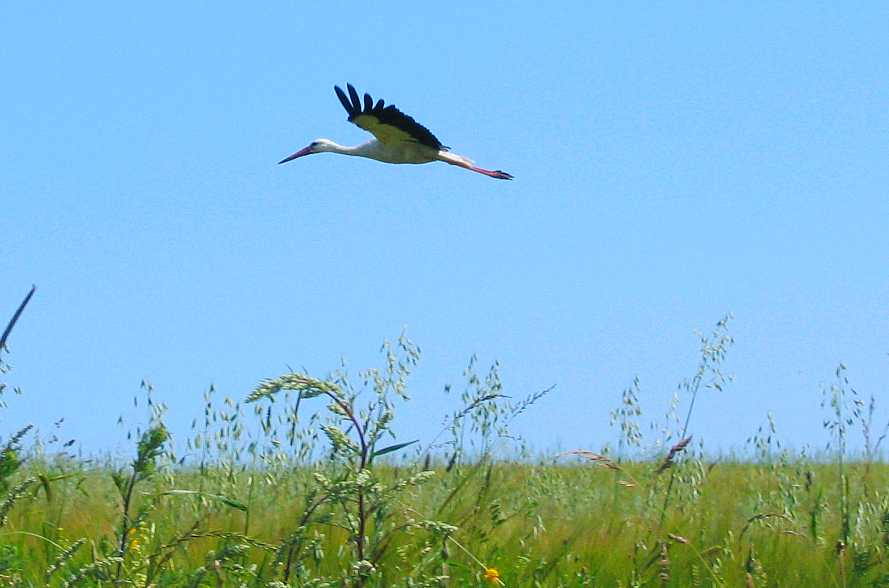
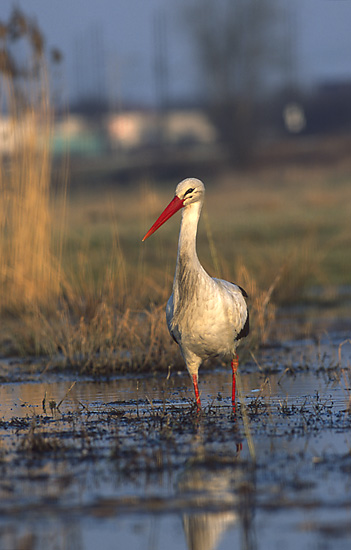